# District (scouting)
Een district is een verzameling van geografisch dicht bij elkaar gelegen groepen.

## Scouts en Gidsen Vlaanderen
Binnen Scouts en Gidsen Vlaanderen valt het district onder de gouw. Het vormt hiermee de op een na laagste opdeling binnen Scouts en Gidsen Vlaanderen. De laagste indeling is de groep. In één district zijn over het algemeen een 5 à 10-tal groepen samengebracht. Elke gouw telt een 5-tal districten. Elk district wordt geleid door 1 of 2 districtcommissarissen.

## Scouting Nederland
In Nederland bestond het begrip ook tot 2001. In dat jaar werden de districten afgeschaft en herverdeeld in 48 regio's. Een district viel onder een gewest. De gewesten vielen onder Scouting Nederland. De regio's zijn tegenwoordig de enige laag tussen de groep en Scouting Nederland.